# Linda Haglund
Linda Haglund (Enskede, 15 giugno 1956 – Stoccolma, 21 novembre 2015) è stata una velocista svedese.
In carriera è stata campionessa europea indoor dei 60 metri piani a Monaco di Baviera 1976.

## Record nazionali

### Seniores
- 50 metri piani indoor: 6"17 ( Grenoble, 22 febbraio 1981)
- 60 metri piani indoor: 7"13 ( Milano, 12 marzo 1978 -  Turku, 31 gennaio 1981)
- 100 metri piani: 11"16 ( Mosca, 26 luglio 1980)
- 200 metri piani: 22"82 ( Sittard, 1º luglio 1979)

## Palmarès
| Anno | Manifestazione  | Sede         | Evento      | Risultato  | Prestazione | Note             |
| ---- | --------------- | ------------ | ----------- | ---------- | ----------- | ---------------- |
| 1972 | Giochi olimpici | Monaco       | 100 m piani | Batteria   | 11"97       |                  |
| 1972 | Giochi olimpici | Monaco       | 4×100 m     | Batteria   | dq          |                  |
| 1974 | Europei indoor  | Göteborg     | 60 m piani  | 6ª         | 7"35        |                  |
| 1976 | Europei indoor  | Monaco       | 60 m piani  | Oro        | 7"24        |                  |
| 1976 | Giochi olimpici | Montréal     | 100 m piani | Semifinale | 11"41       |                  |
| 1978 | Europei indoor  | Milano       | 60 m piani  | Argento    | 7"13        | Record nazionale |
| 1978 | Europei         | Praga        | 100 m piani | Argento    | 11"29       |                  |
| 1978 | Europei         | Praga        | 200 m piani | 7ª         | 23"07       |                  |
| 1979 | Europei indoor  | Vienna       | 60 m piani  | 5ª         | 7"28        |                  |
| 1980 | Europei indoor  | Sindelfingen | 60 m piani  | Argento    | 7"14        |                  |
| 1980 | Giochi olimpici | Mosca        | 100 m piani | 4ª         | 11"16       | Record nazionale |
| 1980 | Giochi olimpici | Mosca        | 200 m piani | Semifinale | 23"11       |                  |
| 1980 | Giochi olimpici | Mosca        | 4×100 m     | Finale     | dnf         |                  |
| 1981 | Europei indoor  | Grenoble     | 50 m piani  | Argento    | 6"17        | Record nazionale |